# Torre Numai

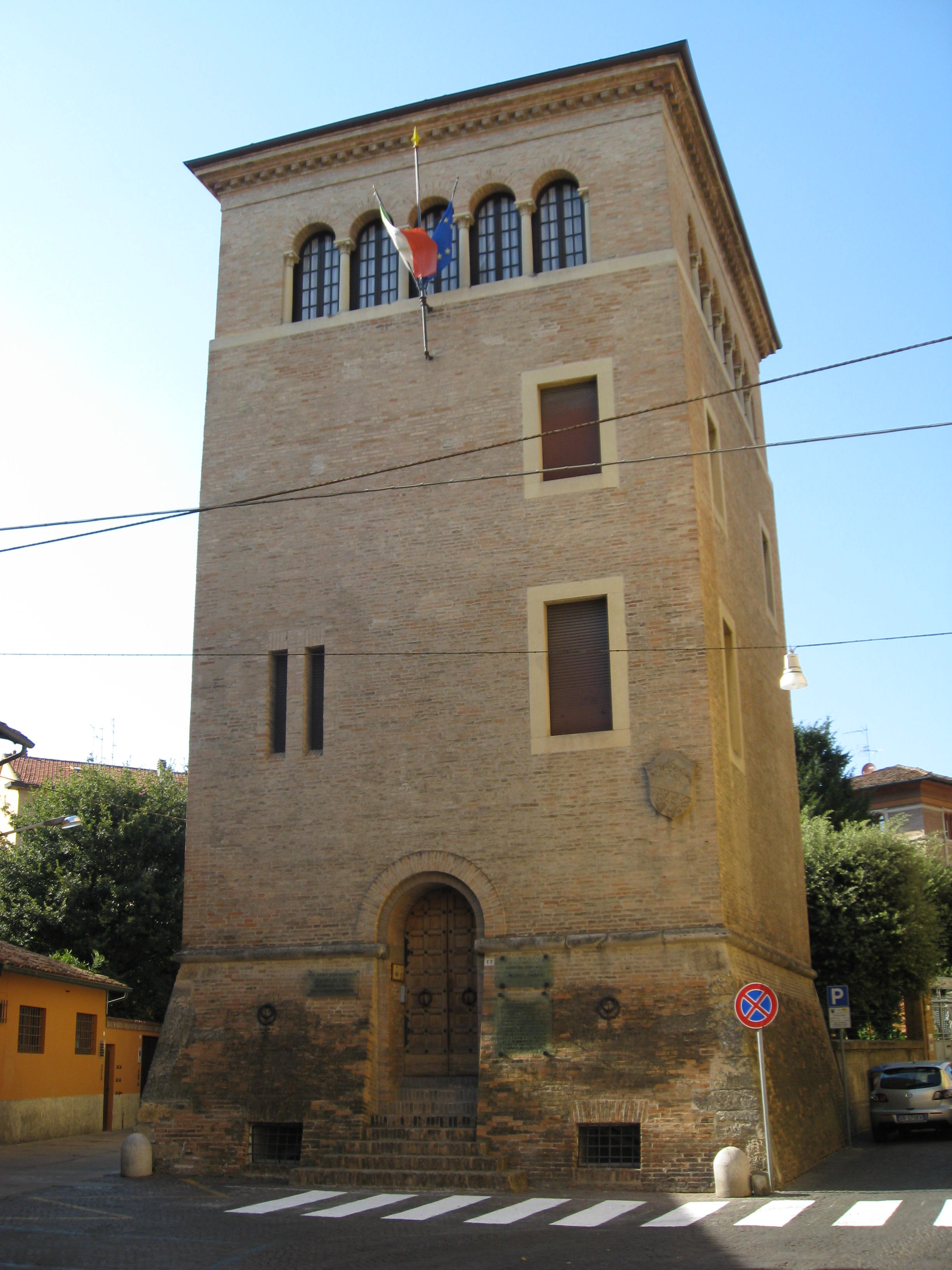
Torre Numai

Torre Numai nei primissimi anni del Novecento

La torre Numai era la torre di difesa del vicino palazzo Numai a cui era collegato da un passaggio sotterraneo, appartenente all'omonima famiglia nobiliare di Forlì.
Anche se mancano notizie sufficientemente attendibili riguardo alla precisa epoca di costruzione, è ipotizzabile sia stata edificata verso la fine del 1400, durante il dominio di Caterina Sforza, signora di Forlì, quando la torre era appunto proprietà delle potente famiglia ghibellina dei Numai (un celebre componente della famiglia, Luffo Numai, era Capitano Comandante delle guardie di Caterina Sforza).
Nel gennaio del 1500 la resa di Caterina e Cesare Borgia, il Duca Valentino, segnò anche la caduta in disgrazia della famiglia proprietaria, la cui casa e relativa torre divennero in seguito proprietà, della Famiglia Ordelaffi.
Nel 1700 la torre e il palazzo divennero proprietà di un'altra famiglia nobiliare, gli Orselli, che la chiamarono "torre Orsella".
Dopo gli Orselli la torre appartenne ai Papini e poi ai Reggiani, quando crollò il passaggio sotterraneo.
Fino al 1870 la torre era coronata da merli ma poi venne coperta da un tetto.
Nel 1900 fu acquistata da un ingegnere, Luigi Pedriali.
Nel 1923 la torre fu ristrutturata dalla nipote Giulia e dal marito (Ten. Col. Pil. Mario Fabbri), che, una volta vedova, unitamente alla sorella Maria Pedriali, in qualità di comproprietaria, la donarono all'Associazione Arma Aeronautica mediante un atto notarile firmato in data 11 marzo 1966.
Dal 1980 al 2005 lo scantinato della torre è stato affidato pro-bono a Mambelli, noto ingegnere aeronautico e modellista di aviomodelli che ne fece una scuola per i giovani che si avvicinavano al modellismo.

## Galleria d'immagini

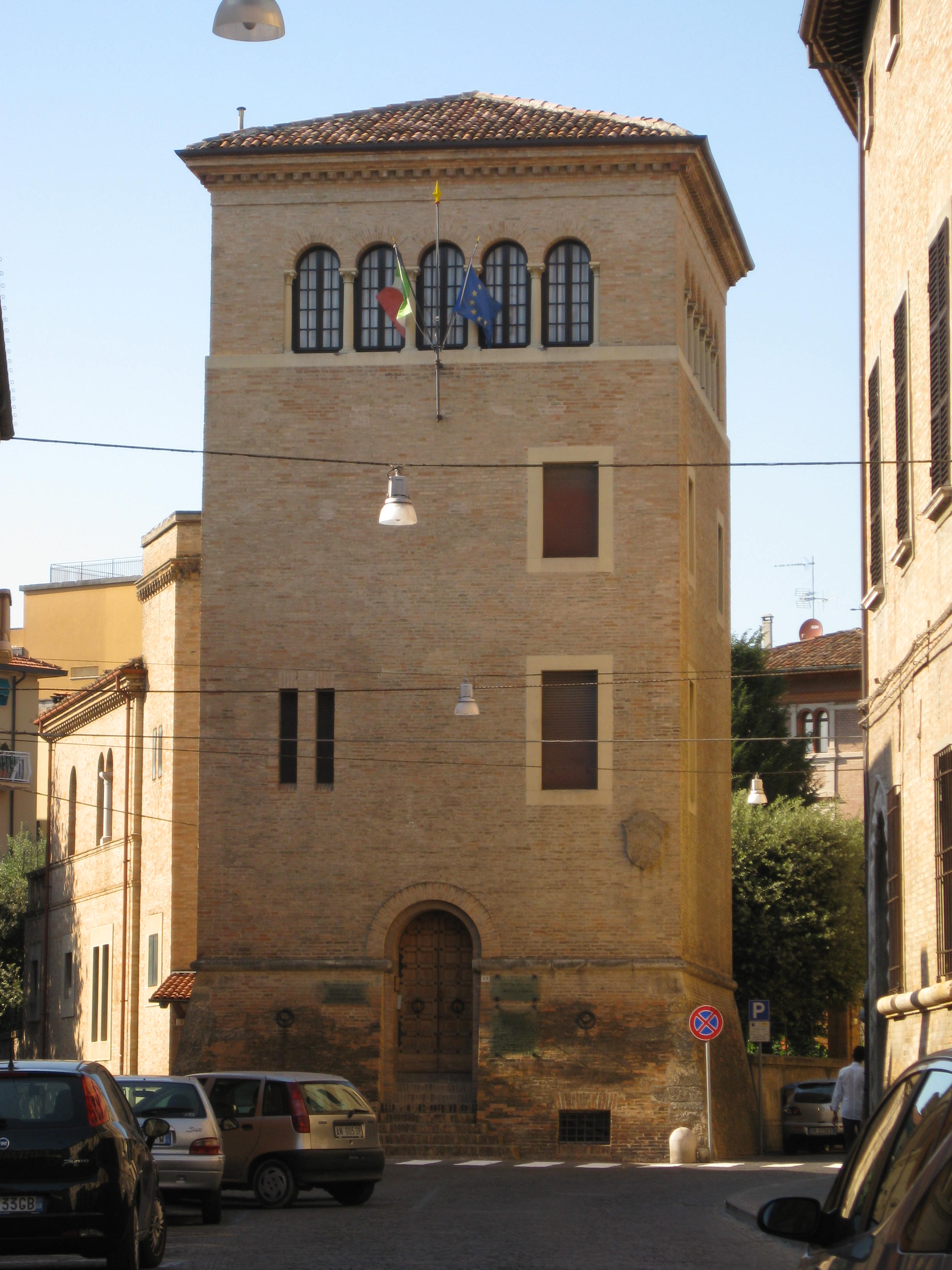
Torre Numai
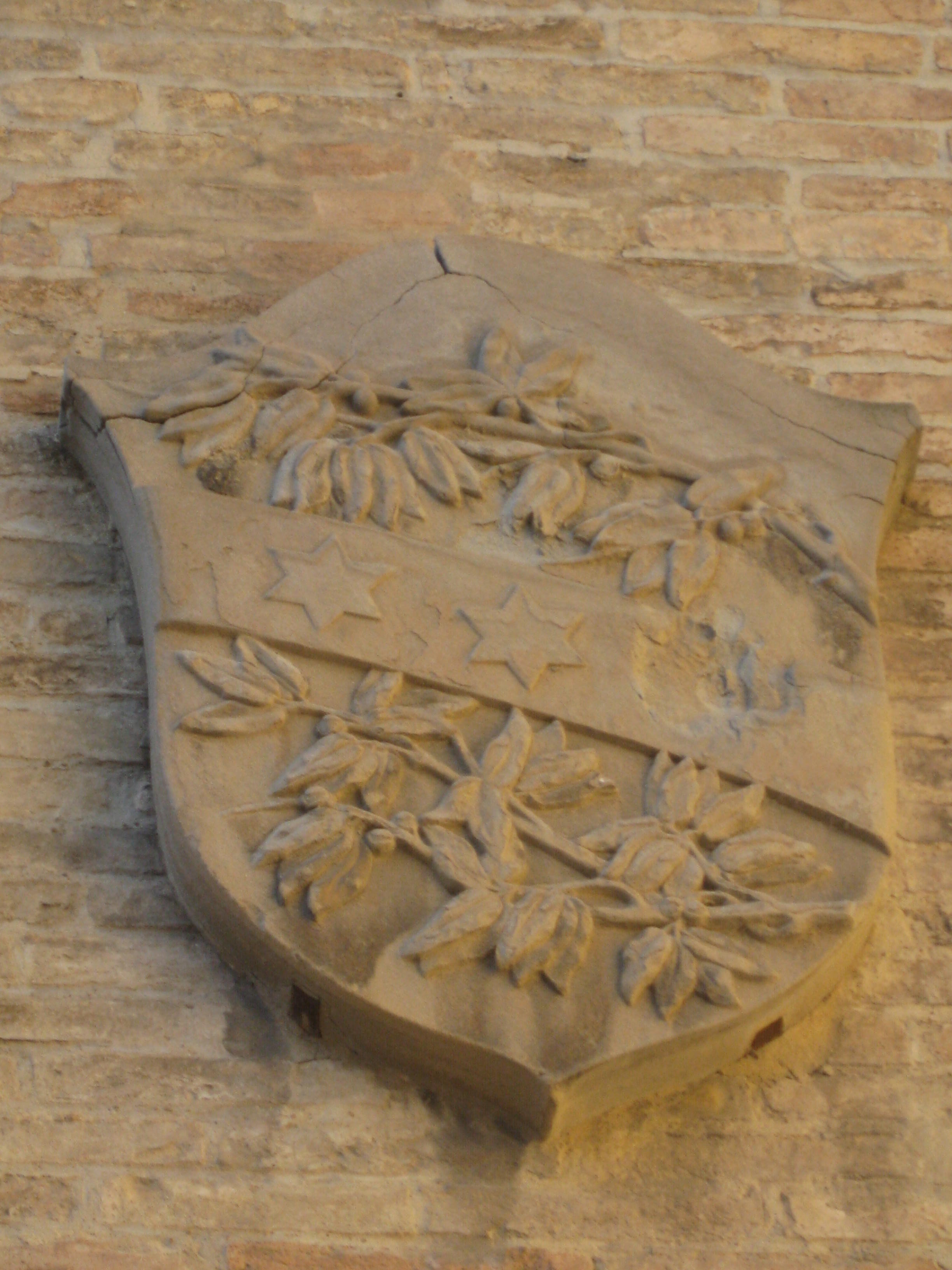
Arme dei Numai sulla facciata della torre
Fotografia di fine Ottocento che mostra come alla base della torre scorresse, allo scoperto, il canale Ravaldino. Nei decenni successivi il canale fu coperto